# 小室寿明
小室 寿明 （こむろ ひさあき、1960年9月18日 - ）は、日本の政治家。民主党所属の元衆議院議員（1期）。元島根県議会議員（4期）。

## 来歴
島根県邑智郡邑南町の農家に生まれる。広島県新庄高等学校を卒業して防衛大学校に進学するも中退する。1980年に島根県職員に採用され、島根県職員労働組合に加入して県職労書記長を務め、1990年に退職する。
1991年に島根県議会議員選挙へ松江市選挙区から日本社会党公認で立候補し、初当選する。1996年に社会党解党に伴う社会民主党結党に参加するが、同年に離党し旧民主党に参加する。
2005年に島根県議会議員を4期目の任期途中で辞職し、同年の第44回衆議院議員総選挙に民主党公認で島根2区から立候補したが、自由民主党公認の竹下亘に敗れて落選する。
2009年の第45回衆議院議員総選挙で、国民新党の亀井久興が島根2区から出馬すると、小室は島根1区に国替えして立候補する。自由民主党の細田博之に4万票差で敗れたが、重複立候補していた比例中国ブロックで復活初当選した。小室の当選により、2000年の第42回衆議院議員総選挙で石橋大吉が落選して以来、約9年ぶりに民主党が保守王国の島根県で議席を得た。
2012年12月16日に第46回衆議院議員総選挙で細田に惨敗して比例復活せず落選となる。